# Laurent Duhamel
Laurent Duhamel (Rouen, 1968. október 10. –)  francia nemzetközi labdarúgó-játékvezető. Polgári foglalkozása sportközpont igazgató.

## Pályafutása

### Nemzeti játékvezetés
A játékvezetői vizsgát 1984-ben tette le, 1997-ben lett hazája legfelső szintű labdarúgó-bajnokságának játékvezetője.

#### Nemzeti kupamérkőzések
Vezetett Kupa-döntők száma: 2.

##### Francia Kupa
| Időpont           | Helyszín                     | Mérkőzés típusa | Mérkőzés      | Eredmény | Nézők száma |
| ----------------- | ---------------------------- | --------------- | ------------- | -------- | ----------- |
| 2006. április 29. | Francia Stadion, Saint-Denis | döntő           | Marseille–PSG | 1 : 2    | 79 061      |

##### Liga-kupa
| Időpont           | Helyszín                     | Mérkőzés típusa | Mérkőzés         | Eredmény | Nézők száma |
| ----------------- | ---------------------------- | --------------- | ---------------- | -------- | ----------- |
| 2008. március 29. | Francia Stadion, Saint-Denis | döntő           | Paris SG–RC Lens | 2 : 1    | 78 741      |

### Nemzetközi játékvezetés
A Francia labdarúgó-szövetség Játékvezető Bizottsága (JB) terjesztette fel nemzetközi játékvezetőnek, a Nemzetközi Labdarúgó-szövetség (FIFA) 1999-től tartotta nyilván bírói keretében. Több nemzetek közötti válogatott és klubmérkőzést vezetett. 2006-ban a FIFA JB elit játékvezetői közé sorolták. A francia nemzetközi játékvezetők rangsorában, a világbajnokság-Európa-bajnokság sorrendjében a 6. helyet foglalja el 13 (2013) találkozó szolgálatával.

#### Világbajnokság
A világbajnoki döntőhöz vezető úton Dél-Koreába és Japánba a XVII., a 2002-es labdarúgó-világbajnokságra, Németországba a XVIII., a 2006-os labdarúgó-világbajnokságra  valamint Dél-Afrikába a XIX., a 2010-es labdarúgó-világbajnokságra a FIFA JB játékvezetőként alkalmazta.

##### 2002-es labdarúgó-világbajnokság

###### Selejtező mérkőzés
| Időpont           | Helyszín                        | Mérkőzés típusa           | Mérkőzés           | Eredmény | Nézők száma |
| ----------------- | ------------------------------- | ------------------------- | ------------------ | -------- | ----------- |
| 2001. március 28. | Marcel Saupin Stadion, Chișinău | előselejtező (4. csoport) | Moldova–Svédország | 0 : 2    | 7 000       |

##### 2006-os labdarúgó-világbajnokság

###### Selejtező mérkőzés
| Időpont             | Helyszín             | Mérkőzés típusa           | Mérkőzés                 | Eredmény | Nézők száma |
| ------------------- | -------------------- | ------------------------- | ------------------------ | -------- | ----------- |
| 2005. szeptember 3. | GSP Stadion, Nicosia | előselejtező (5. csoport) | Moldova–Fehéroroszország | 2 : 0    | 5 000       |

##### 2010-es labdarúgó-világbajnokság

###### Selejtező mérkőzés
| Időpont              | Helyszín                           | Mérkőzés típusa           | Mérkőzés                  | Eredmény | Nézők száma |
| -------------------- | ---------------------------------- | ------------------------- | ------------------------- | -------- | ----------- |
| 2008. szeptember 10. | Şükrü Saracoğlu Stadion, Isztambul | előselejtező (5. csoport) | Törökország–Belgium       | 1 : 1    | 34 097      |
| 2009. március 28.    | Városi Stadion, Amszterdam         | előselejtező (9. csoport) | Hollandia–Skócia          | 3 : 0    | 50 000      |
| 2009. október 14.    | Synot Tip Stadion, Prága           | előselejtező (3. csoport) | Észak-Írország–Csehország | 0 : 0    | 8 002       |
| 2009. november 14.   | Olimpiai Stadion, Athén            | pótselejtező              | Görögország–Ukrajna       | 0 : 0    | 39 045      |

#### Európa-bajnokság
Az európai-labdarúgó torna döntőjéhez vezető úton Portugáliába a XII., a 2004-es labdarúgó-Európa-bajnokságra, Ausztriába és Svájcba a XIII., a 2008-as labdarúgó-Európa-bajnokságra illetve Ukrajnába és Lengyelországba a XIII., a 2012-es labdarúgó-Európa-bajnokságra az UEFA JB játékvezetőként foglalkoztatta.

##### 2004-es labdarúgó-Európa-bajnokság

###### Selejtező mérkőzés
| Időpont           | Helyszín                 | Mérkőzés típusa           | Mérkőzés            | Eredmény | Nézők száma |
| ----------------- | ------------------------ | ------------------------- | ------------------- | -------- | ----------- |
| 2003. március 29. | Gradski Stadion, Szkopje | előselejtező (7. csoport) | Macedónia–Szlovákia | 0 : 2    | 11 000      |

##### 2008-as labdarúgó-Európa-bajnokság

###### Selejtező mérkőzés
| Időpont              | Helyszín                                 | Mérkőzés típusa           | Mérkőzés                 | Eredmény | Nézők száma |
| -------------------- | ---------------------------------------- | ------------------------- | ------------------------ | -------- | ----------- |
| 2006. szeptember 2.  | Krzyszkowiak Stadion, Bydgoszcz          | előselejtező (A. csoport) | Lengyelország–Finnország | 1 : 3    | 15 000      |
| 2007. március 28.    | Son Moix Stadion, Palma de Mallorca      | előselejtező (F. csoport) | Spanyolország–Izland     | 1 : 0    | 17 000      |
| 2007. szeptember 12. | Antona Malatinského Stadion, Nagyszombat | előselejtező (D. csoport) | Szlovákia–Wales          | 2 : 5    | 5 500       |

##### 2012-es labdarúgó-Európa-bajnokság

###### Selejtező mérkőzés
| Időpont             | Helyszín                                | Mérkőzés típusa           | Mérkőzés               | Eredmény | Nézők száma |
| ------------------- | --------------------------------------- | ------------------------- | ---------------------- | -------- | ----------- |
| 2010. szeptember 7. | Ullevaal Stadion, Oslo                  | előselejtező (H. csoport) | Norvégia–Portugália    | 1 : 0    | 24 535      |
| 2011. március 29.   | S. Dariaus és S. Girėno Stadion, Kaunas | előselejtező (4. csoport) | Litvánia–Spanyolország | 1 : 3    | 9 180       |

#### Nemzetközi kupamérkőzések

##### UEFA-bajnokok ligája
| Időpont            | Helyszín                          | Mérkőzés típusa | Mérkőzés                          | Eredmény |
| ------------------ | --------------------------------- | --------------- | --------------------------------- | -------- |
| 2009. augusztus 19 | Georgi Aszparuhov Stadion, Szófia | rájátszás       | PFK Levszki Szofija–Debreceni VSC | 1 : 2    |

##### Európa-liga
| Időpont              | Helyszín               | Mérkőzés típusa        | Mérkőzés             | Eredmény |
| -------------------- | ---------------------- | ---------------------- | -------------------- | -------- |
| 2012. szeptember 20. | Ghelamco Stadion, Gent | selejtező (3. forduló) | KAA Gent–Videoton FC | 3 : 0    |